# Barovka
Barovka es una localidad de Croacia en el municipio de Krašić, condado de Zagreb.

## Geografía
Se encuentra a una altitud de 241 m s. n. m. a 57,7 km de la capital nacional, Zagreb.

## Demografía
En el censo 2011, el total de población de la localidad fue de 20 habitantes.
Según estimación 2013 contaba con una población de 16 habitantes.